# Eki, la famille c'est secret
 (avril 2022).
La mise en forme du texte ne suit pas les recommandations de Wikipédia : il faut le « wikifier ».
Les points d'amélioration suivants sont les cas les plus fréquents. Le détail des points à revoir est peut-être précisé sur la page de discussion.
- Les titres sont pré-formatés par le logiciel. Ils ne sont ni en capitales, ni en gras.
- Le texte ne doit pas être écrit en capitales (les noms de famille non plus), ni en gras, ni en italique, ni en « petit »…
- Le gras n'est utilisé que pour surligner le titre de l'article dans l'introduction, une seule fois.
- L'italique est rarement utilisé : mots en langue étrangère, titres d'œuvres, noms de bateaux, etc.
- Les citations ne sont pas en italique mais en corps de texte normal. Elles sont entourées par des guillemets français : « et ».
- Les listes à puces sont à éviter, des paragraphes rédigés étant largement préférés. Les tableaux sont à réserver à la présentation de données structurées (résultats, etc.).
- Les appels de note de bas de page (petits chiffres en exposant, introduits par l'outil «  Source ») sont à placer entre la fin de phrase et le point final[comme ça].
- Les liens internes (vers d'autres articles de Wikipédia) sont à choisir avec parcimonie. Créez des liens vers des articles approfondissant le sujet. Les termes génériques sans rapport avec le sujet sont à éviter, ainsi que les répétitions de liens vers un même terme.
- Les liens externes sont à placer uniquement dans une section « Liens externes », à la fin de l'article. Ces liens sont à choisir avec parcimonie suivant les règles définies. Si un lien sert de source à l'article, son insertion dans le texte est à faire par les notes de bas de page.
- La présentation des références doit suivre les conventions bibliographiques. Il est recommandé d'utiliser les modèles {{Ouvrage}}, {{Chapitre}}, {{Article}}, {{Lien web}} et/ou {{Bibliographie}}. Le mode d'édition visuel peut mettre en forme automatiquement les références.
- Insérer une infobox (cadre d'informations à droite) n'est pas obligatoire pour parachever la mise en page.

Pour une aide détaillée, merci de consulter Aide:Wikification.
Si vous pensez que ces points ont été résolus, vous pouvez retirer ce bandeau et améliorer la mise en forme d'un autre article.

Eki,la famille c'est secret ,,, est une série télévisée Gabonaise en dix épisodes de cinquante-deux minutes, créée par Nelly Belval, produite par Ossoo et  réalisée par Nadine Otsobogo, Boris Oué et Alex Ogou, co-produite par Canal+ International et dont le premier épisode sera diffusée dès le 25 avril 2022 sur  Canal+Première. Il s'agit de la douzième création originale de CANAL+ en Afrique et la deuxième série gabonaise du réseau après Mami Wata, le mystère d'Iveza. La série sera diffusée en avant-première le 19 avril 2022 à Abidjan et le 22 avril 2022 à Libreville.La série débarque en France le 13 juin 2022 sur la plateforme myCanal et en Calédonie le 15 juin 2022 sur Canal+. Elle  est en diffusion sur Canal+ en Polynésie française depuis le 22 juin 2022.

## Synopsis
L'histoire tourne autour d'Eki Nyonda, une juge gabonaise experte aux affaires familiales spécialisée dans les divorces. Son monde s’écroule lorsque son père Édouard, ancien haut magistrat, est accusé de meurtre et viol d’une fillette. Elle se lance alors dans une quête de vérité pour prouver l'innocence de son père et affronter tout type de danger.

## Fiche technique
- Titre : EKi
- Genre : Thriller procédural, Drame, Action, Police, Justice
- Réalisation : Nadine Otsobogo, Alex Ogou, Boris Oue
- Idée Originale : Linda Bongo Ondimba
- Scénario :  Hiram Ayamel, Linda Bongo Ondimba
- Production : Nelly & Vincent BELVAL (Ossoo TV), Canal+ International
- Pays d'origine : Gabon
- Langue originale : français
- Diffusion originale : 25 avril 2022
- Chaîne d'origine : Canal+ Afrique
- Durée : 52 minutes par épisode
- Nombre d'épisodes : 10

## Distribution
- Nelly Belval : Eki Nyonda
- Serge Abessolo : Jean-Marie Moussodji
- Terrence Amadi : Hugues Madéké
- Roger Sallah : Mark Seriaki
- Joaquim Tivoukou : Jérémie Tsanga
- Fargass Assande : Édouard Nyonda
- Maïmouna Ndiaye : Chantal Nyonda
- Isabella Maya : Jessica Obamba
- Martine Mythe Lomba (Le Journal d’Émeraude)
- Vanessa Atsing
- Alna Ndakissa
- Jean Ondeno
- Vanessa Murielle Dimbi (Nessa)
- Filiane Lutricia Koundi
- Stancia Johana Matsanga
- Chimene Boudzanga
- Marlon Mave
- Manda Toure
- Evelyne Ily
- Vincent Belval
- Balbine Christelle Mvogo

## Rôle
- Eki Nyonda

Interprétée par Nelly Belval
Âgée d’une trentaine d’années, Eki est issue d’une famille de la haute société gabonaise. Dotée d’un esprit libre et intègre, elle est une brillante juge aux affaires familiales et s’est spécialisée dans les divorces. Célibataire, Eki est à l’évidence encore très éprise de son amour de jeunesse, Hugues. La juge est dévastée d’apprendre que le père qu’elle admire tant pourrait être un tueur et un violeur.
- Édouard Nyonda

Interprété par Fargass Assandé
Édouard Nyonda, âgé de 60 ans, est un ancien haut magistrat très respecté et le père d’Eki dont il est très proche. Dans son passé, il a appartenu à un réseau mafieux qu’il cherche à faire tomber aujourd’hui. Il a également eu une relation avec une prostituée de luxe dénommée Vanessa, avant d’être désormais accusé du meurtre et du viol de la fille de cette dernière.
- Jessica Obamba

Interprété par Isabella Maya
Jessica Obamba est la greffière de Eki Nyonda. elle est issue d'un milieu très modeste, et est la nouvelle greffière d'Eki; elle est atypique et mystérieuse.
- Hugues Madéké

Interprété par Terrence Amadi
Issu d’un milieu modeste, Hugues est un procureur de la République tenace et respecté. Adolescent, il a eu une relation avec Eki dont il est toujours très amoureux. Comme il est à l’origine de l’arrestation du père de la juge, il va tout faire pour découvrir la vérité. Une droiture qui pourrait lui coûter l’amour d’Eki, ou au contraire raviver la flamme.
- Jérémie Tsanga

Interprété par Joaquim Tivoukou
Meilleur ami d’Eki, Jérémie a été élevé par la famille Nyonda. Ancien junky, il est aujourd’hui avocat et marié à Mariama, qui veut à tout prix un bébé de lui. Quand Édouard Nyonda fini sur le banc des accusés, il se charge de sa défense.
- Mark Seriaki

Interprété par Roger Sallah
Mark est un homme d’affaires douteux, volage et peu loquace. Il rencontre Eki lors d’une soirée et fait tout pour l’inviter à sortir. Malgré un caractère insaisissable et des motivations parfois douteuses, Mark apparaît comme le gendre idéal pour la mère d’Eki.
- Jean-Marie Moussodji

Interprété par Serge Abessolo
Jean-Marie est magistrat, tout comme l’a été son ami de longue date Édouard Nyonda. Il est nommé juge d’instruction sur l’affaire Nyonda. Mais sa carrière et sa vie privée risquent d’exploser lorsque son nom est éclaboussé dans ce scandale qui frappe la famille de son ami.

## Production
Nelly & Vincent Belval - OSSOO

## Que veut dire Eki?
Eki, est un nom Fang du Gabon. Ça signification se distingue selon son utilisation mais veut littéralement dire, en français, Interdit ou encore sacré, ne pas toucher….

## Tournage
La série est tournée entre Abidjan et Libreville. Pour certaines scènes intérieurs, la production s'est déplacée en côte d'ivoire et pour les scènes extérieurs, elle se sont passées au Gabon.

## Episodes
- Episodes 1&2 Echec au roi - Le roque : une pierre, deux coups du 25 avril 2022

Résumé : Édouard est arrêté en plein milieu de ses noces par le procureur Hugues. Ce dernier est accusé du meurtre d'une petite fille de 12 ans. C'est la consternation…
- Episodes 3&4  La capture - Le fou de la dame  du 02 mai 2022

Résumé : Pendant l'anniversaire de son nouveau compagnon Mark, Eki est violemment attaquée et Hugues la sauve d'une mort certaine. En parallèle, le juge Moussodiji chargé du dossier Nyonda est suspecté d'entretenir une liaison avec la mère de la défunte, une prostituée de luxe. Les tests ADN du viol de la fillette tombent : c'est bien Édouard qui l'aurait violée avant de l'assassiner. Eki, dévastée, se rapproche d'Hugues, son ancien amour et doute de l'innocence de son père. Eki décide de mener l'enquête, avec l'aide d'Hugues.
- Episodes 5&6  Le sacrifice - Un mât silencieux  du 09 mai 2022

Résumé : Les preuves innocentant Édouard se trouveraient dans son bracelet en cauris qu'il ne quitte jamais. Or Hugues le lui a repris. Eki apprend que c'est Édouard qui a fait échouer son histoire d'amour passée avec Hugues et demande à son père des explications. Eki éprouve de la culpabilité car Édouard a été grièvement blessé en prison et se trouve dans le coma. Elle ignore aussi que Mark a caché des caméras dans son appartement pour la surveiller et récupérer le fameux bracelet…
- Episodes 7&8  Le Bwiti - Crazy Horse  du 16 mai 2022

Résumé :
- Episodes 9&10  Échec et mat, partie 1 - Échec et mat, partie 2  du 23 mai 2022

Résumé : Eki et Jessica se retrouve avec les kidnappeurs au milieu de nulle part.  Hugues part à sa recherche à la pointe Denis alors qu'Eki s'échappe. Essayant de chercher du secours, elle est mortellement mordue par une araignée venimeuse. Elle est secourue par les pêcheurs d'un petit village. Hugues réussi à sauver Eki et se bat avec Mark dans un combat sans merci. De retour à Libreville, le craquage des puces électroniques trouvées dans le bracelet de Édouard révèle un drôle de surprise.

## Diffusion
La série sera diffusée dès le 25 avril 2022 à travers les bouquets CANAL+ en Afrique et les offres Canal+ en France d'outre-mer. Elle sera également disponible en streaming légal sur MyCanal en Afrique après chaque diffusion télévisée. La série débarque en France le 13 juin 2022 sur la plateforme myCanal et est en diffusion sur Canal+ en Polynésie française depuis le 22 juin 2022.
| RÉGION              | DIFFUSION                 | CHAÎNES        |
| ------------------- | ------------------------- | -------------- |
| Afrique             | à partir du 25 avril 2022 | Canal+Première |
| Polynésie française | à partir du 22 juin 2022  | Canal+         |
| France              | à partir du 13 juin 2022  | MyCanal        |
| Tahiti              | à partir du 22 juin 2022  | Canal+         |

## Liens Externes
- Ressource relative à l'audiovisuel :   - IMDb
- Eki, site Ouicoprod.com